# 상당한 근거
상당한 근거(相當- 根據, 영어: probable cause)는 미국 형사 제도에서 경찰이 수색이나 체포를 할 수 있는 최소한의 기준을 말하여 용의자가 범죄를 저질렀다는 단순한 의혹 이상(절대적인 확신의 정도까지는 아님)의 합리적인 의혹이 전체적 맥락에서 그럴듯 한 상태를 말한다. 미국에서 이 규정이 발생하여 진화된 것은 개인, 가정 및 사업체에 대한 부당한 정부의 개입에 대항할 시민의 권리를 규정하는 미국 수정 헌법 제4조의 규제를 피하기 위함이었다.
상당한 근거는 미국 형사절차의 두 가지 단계에서 중요하다. 1. 경찰은 사람이나 재산을 수색하거나 사람을 체포하기 전에 타당한 이유를 갖고 있어야 한다. 2. 피고인이 범죄를 저질렀다는 상당한 근거를 법원이 인정할때만 기소절차가 시작된다. 수색 영장이 발부되면 경찰은 일반적으로 영장에 기재된 항목에 대해서만 수색해야하지만 덩달아 발견된 물품이나 다른 범죄의 증거도 압수할 수 있다. 다만, 수색이 위법하다고 판단되는 경우 '배제규칙'을 적용받아 법정에서 피고인에 불리하게 사용될 수 없다.

### 실제 사례[2]
1978년 일리노이주 v. 게이츠 사건이 유명하다. 익명의 제보를 받은 일리노이주 블루밍데일시 경찰은 '게이츠'로 통칭되는 피제보자의 집에서 영장을 제시하고 상당한 양의 대마초를 압수했으나 주 법원의 1심과 항소심 모두 영장의 불법성을 이유로 증거를 기각한 반면 연방대법원이 판결을 뒤집어 경찰의 손을 들어준 케이스다. 원래 익명의 제보에 근거한 마구잡이식의 수색과 체포를 억제하기 위해 만들어뒀던 연방대법원의 기존준칙인 en:Aguilar-Spinelli test를 파기한 것인데 그 준칙의 내용은 다음과 같았다. 영장판사가 영장을 발부하려면 1. 익명의 제보자가 신뢰할만 할 것. 2. 제보자가 그렇게 믿을 만한 정황이 있을 것. 연방대법원이 제시한 새로운 기준은 전반적 상황("Totality-of-the-circumstances")이라는 기준이었는데 게이츠의 경우 그 익명의 편지 말고도 다른 정황들이 있었기 때문이었다. 그 정황들이란 편지에 적시된 마약의 공급지인 플로리다는 원래 마약의 온상이었다는 점, 휴양지인 플로리다에서 1박후 일리노이로 바로 돌아온 사실등이다. 익명의 편지만으로는 상당한 근거가 될 수 없음에도 불구하고 연방대법원이 기존준칙의 1번, 즉 신뢰성은 익명의 제보자가 절대충족할 수 없는 것이라는 비판을 받아들인 것이기도 하다. 결과적으로 이 결정은 상당한 근거의 기준선을 낮춰서 경찰입장에서는 50%이상 정도의 가능성보다도 낮은 수준의 증거나 정황으로 수색이나 체포를 할 수 있게 됐다.

## 같이 보기
- 합리적 의혹(비슷한 뜻)
- 합리적 의심(반대의 뜻)
- 입증책임
- 수색
- 체포
- 영장